# Cerynea capensis
Cerynea capensis är en fjärilsart som beskrevs av Embrik Strand 1917. Cerynea capensis ingår i släktet Cerynea och familjen nattflyn. Inga underarter finns listade i Catalogue of Life.